# Oliarus intertecta
Oliarus intertecta är en insektsart som först beskrevs av Walker 1870.  Oliarus intertecta ingår i släktet Oliarus och familjen kilstritar.
Artens utbredningsområde är Papua Nya Guinea. Inga underarter finns listade i Catalogue of Life.